# Sainte-Anne-de-Beaupré
Sainte-Anne-de-Beaupré es una ciudad de la provincia de Quebec, Canadá. Es una de las ciudades que conforman la Comunidad Metropolitana de Quebec y se encuentra en el condado regional de La Côte-de-Beaupré y a su vez, en la región administrativa de la Capitale-Nationale. Hace parte de las circunscripciones electorales de Charlevoix a nivel provincial y de Charlevoix−Montmorency a nivel federal.

## Geografía
Sainte-Anne-de-Beaupré se encuentra ubicada en las coordenadas 47°01′00″N 70°56′00″O / 47.01667, -70.93333. Según Statistics Canada, tiene una superficie total de 62,64 km² y es una de las 1135 municipalidades en las que está dividido administrativamente el territorio de la provincia de Quebec.

## Demografía
Según el censo de 2011, había 2854 personas residiendo en esta ciudad con una densidad poblacional de 45,6 hab./km². Los datos del censo mostraron que de las 2803 personas censadas en 2006, en 2011 hubo un aumento poblacional de 51 habitantes (1,8%). El número total de inmuebles particulares resultó de 1350 con una densidad de 21,55 inmuebles por km². El número total de viviendas particulares que se encontraban ocupadas por residentes habituales fue de 1307.